# Clères
Clères é uma comuna francesa na região administrativa da Normandia, no departamento de Sena Marítimo. Estende-se por uma área de 11,4 km². Em 2010 a comuna tinha 1 388 habitantes (densidade: 121,8 hab./km²).